# Xeelee Sequence
Xeelee Sequence (Secvența Xeelee) este o serie de romane space opera științifico-fantastice, nuvele și povestiri scrise de autorul britanic Stephen Baxter. Seria se întinde pe miliarde de ani de istorie fictivă, axându-se pe expansiunea viitoare a omenirii în univers, războiul său intergalactic cu o enigmatică și extrem de puternică civilizație extraterestră Kardașev de tip IV numită Xeelee (simbioți eldritch compuși din defecte spațiu-timp, din materie Bose-Einstein și materie barionică) și războiul universului propriu-zis al rasei Xeelee cu entități de materie întunecată numite Păsări Photino (Photino Birds). Seria prezintă multe alte specii și civilizații care joacă un rol proeminent, inclusiv Squeem (o specie acvatică cu o minte colectivă), Qax (ființe a căror biologie se bazează pe interacțiunile complexe ale celulelor de convecție) și Fantomele de Argint (Silver Ghosts) (colonii de organisme simbiotice învelite în piei reflectorizante). Mai multe povestiri ale seriei se referă, de asemenea, la oameni și post-oameni care trăiesc în condiții extreme, cum ar fi în inima unei stele de neutroni (romanul Flux), într-un univers separat cu o gravitație considerabil mai puternică (romanul Raft) și în cadrul societăților eusociale de stup (în Coalescent).
Xeelee Sequence tratează numeroase concepte inspirate de la marginea fizicii teoretice și a futurologiei, cum ar fi găurile de vierme artificiale, călătoriile în timp, fizica materiei exotice, singularitatea goală, curbe închise de timp, universuri multiple, sisteme informatice hiperavansate și inteligența artificială, viteza superluminică, ingineria spațiu-timp, ființele cu funcție de undă cuantică și eșaloanele superioare ale scării Kardașev. Tematic, seria tratează în mare măsură anumite probleme filozofice existențiale și sociale, cum ar fi eforturile pentru supraviețuire și relevanța într-un univers dur și incognoscibil și efectele războiului și militarismului asupra societății.
În august 2018, seria este compusă din 9 romane și 53 de ficțiuni scurte (nuvele și povestiri, cele mai multe culese în 3 antologii), toate se încadrează într-o cronologie fictivă care se întinde de la singularitatea trecutului Big Bang până la eventuala moarte termică a universului și singularitatea viitorului din Timelike Infinity. O ediție omnibus a primelor patru romane Xeelee (Raft, Timelike Infinity, Flux și Ring), intitulată Xeelee: An Omnibus, a fost lansată în ianuarie 2010. În august 2016, întreaga serie cu toate romanele și povestirile (de până la acea dată) a fost lansată ca un volum, în format carte electronică, intitulat Xeelee Sequence: The Complete Series. Seria lui Baxter Destiny's Children (Copiii destinului) face parte din Secvența Xeelee.

## Inspirație
Baxter a creat prima dată rasa Xeelee în timp ce scria o povestire în vara anului 1986 (publicată în cele din urmă în revista Interzone ca  "The Xeelee Flower" - „Floarea Xeelee” - în anul următor). El a adăugat extratereștri puternici în afara scenei pentru a explica artefactul titular al poveștii și, analizând povestea din spate, a început să descopere elementele de bază ale celor ce vor deveni ulterior personajele principale și cadrul seriei: un univers plin de specii inteligente care trăiesc în umbra neînțelesei rase asemănătoare zeilor, Xeelee. În plus, autorul precizează că Nu-mi amintesc de unde am luat numele.

## Prezentare
Intriga generală a secvenței Xeelee implică un război intergalactic între umanitate și Xeelee și un război cosmic între Xeelee și Photino Birds, cele două din urmă fiind specii extraterestre originare din universul timpuriu. Xeelee, avansați tehnologic, locuiesc mai ales în găurile negre supermasive, manipulând orizonturile de evenimente pentru a crea medii de viață preferate, materiale de construcție, instrumente și dispozitive informatice. Photino Birds sunt o specie bazată pe materie întunecată care trăiește în puțurile de gravitație ale stelelor, care probabil nu sunt conștiente de formele de viață barionice din cauza interacțiunilor slabe ale materiei întunecate cu materia normală. Datorită riscului inevitabil ca habitatele lor să fie distruse de supernove și alte consecințe ale evoluției stelare, Photino Birds lucrează pentru a opri fuziunea nucleară în nucleele stelelor, îmbătrânindu-le prematur în pitice albe stabile. Stelele care apar astfel le oferă habitate adecvate de miliarde de ori mai rezistente în timp decât alte tipuri de stele, dar în detrimentul altor forme de viață de pe planetele din apropiere. Activitățile rasei Photino opresc în mod eficient formarea de noi găuri negre din cauza lipsei de supernove de tip II, amenințând existența Xeelee și a proiectelor lor cosmice.
După ce a scăpat de o serie de ocupații brutale ale unor civilizații extraterestre, umanitatea se extinde în galaxie cu o perspectivă extrem de xenofobă și militaristă, cu scopul de a extermina orice alte specii pe care le întâlnesc. Oamenii devin în cele din urmă a doua cea mai avansată și răspândită civilizație din Calea Lactee, după Xeelee. Fără să cunoască războiul dintre Photino și Xeelee și ramificațiile existențiale rezultate din acest conflict, umanitatea ajunge la concluzia (nejustificată) că rasa Xeelee este o amenințare sinistră și distructivă pentru hegemonie și securitate. Printr-un război amar de uzură, oamenii ajung să izoleze Xeelee în centrul galactic. Atât oamenii, cât și Xeelee obțin informații strategice prin utilizarea călătoriilor în timp ca o tactică de război, prin utilizarea curbelor închise, asemănătoare timpului, rezultând un impas de mii de ani. În cele din urmă, umanitatea dezvoltă universuri de buzunar defensive, mobile pentru a compartimenta și prelucra informațiile și o armă exotică capabilă să distrugă stabilitatea ecologică a nucleului găurii negre supermasive. La câteva minute după prima lovitură reușită, Xeelee se retrag din galaxie, cedând efectiv Calea Lactee controlului uman. Omenirea a continuat să avanseze tehnologic timp de o sută de mii de ani după aceea, după care a atacat Xeelee în Grupul Local de galaxii. Cu toate acestea, în ciuda faptului că i-au enervat suficient pe Xeelee pentru a renunța la activitățile din Calea Lactee, oamenii, devenind ei înșiși o civilizație de tip III extrem de puternică în acest moment, se dovedesc a fi doar un adversar minor pentru Xeelee în ansamblu, fiind în cele din urmă incapabili să le amenințe în mod semnificativ dominația Xeelee asupra universului.
Cu toate că Xeelee sunt stăpâni ai spațiului și timpului capabili să își influențeze propria evoluție, în cele din urmă nu au reușit să oprească păsările Photino. În schimb, folosesc corzi cosmice pentru a construi o structură enormă asemănătoare inelului (care ajunge să fie cunoscută sub numele de Inelul lui Bolder, sau pur și simplu Inelul, Ring) pentru a permite călătoria ușoară către alte universuri, permițându-le acestora și altor specii să scape de distrugerea universului de către păsările Photino. Xeelee, în ciuda comportamentului lor inabordabil și a superiorității transcendente, par a avea compasiune față de speciile mai tinere și mai puțin avansate care locuiesc în univers, demonstrând acest lucru prin diverse acțiuni precum construirea unui univers special conceput pentru Silver Ghosts (fantomele de argint), pe care oamenii aproape le-au distrus în totalitate. De asemenea, oamenilor li se arată compasiune și li se permite să folosească inelul pentru a scăpa, în ciuda războiului lor neobosit de lungă durată împotriva Xeelee.

## Cărți

### Romane principale
| Titlu              | Anul apariției | Note                                                                                               |
| ------------------ | -------------- | -------------------------------------------------------------------------------------------------- |
| Raft               | 1991           | Nominalizare în 1992 la Premiul Arthur C. Clarke și Premiul Locus pentru cel mai bun roman - debut |
| Timelike Infinity  | 1992           | |
| Flux               | 1993           | |
| Ring               | 1994           | |
| Vacuum Diagrams    | 1997           | O colecție de lucrări scurte (vezi mai jos)                                                        |
| Xeelee: Endurance  | 2015           | O colecție de lucrări scurte (vezi mai jos)                                                        |
| Xeelee: Vengeance  | 2017           | |
| Xeelee: Redemption | 2018           | |

### Sub-seria de romaneDestiny's Children
| Titlu        | Anul apariției | Note                                                      |
| ------------ | -------------- | --------------------------------------------------------- |
| Coalescent   | 2003           | Nominalizare în 2004 la Premiul Arthur C. Clarke          |
| Exultant     | 2004           |                                                           |
| Transcendent | 2005           | Nominalizare în 2006 la Premiul John W. Campbell Memorial |
| Resplendent  | 2006           | O colecție de lucrări scurte (vezi mai jos)               |

### Colecții de povestiri și nuvele
| Titlu             | Anul apariției | Cuprins (anul individual al apariției) | Notes                                     |
| ----------------- | -------------- | --- | ----------------------------------------- |
| Vacuum Diagrams   | 1997           | - "The Sun-People" (1993) - "The Logic Pool" (1994) - "Gossamer" (1995) - "Cilia-of-Gold" (1994) - "Lieserl" (1993) - "Pilot" (1993) - "The Xeelee Flower" (1987) - "More Than Time or Distance" (1988) - "The Switch" (1990) - "Blue Shift" (1989) - "The Quagma Datum" (1989) - "Planck Zero" (1992) - "Eve (The Soliton Star)" (1996) - "The Gödel Sunflowers" (1992) - "Vacuum Diagrams" (1990) - "Stowaway" (1991) - "The Tyranny of Heaven" (1990) - "Hero" (1995) - "Secret History" (1991) - "Shell" (1987) - "The Eighth Room" (1989) - "The Baryonic Lords" (1991) | A câștigat în 1999 Premiul Philip K. Dick |
| Resplendent       | 2006           | - "Cadre Siblings" (2000) - "Conurbation 2473" (2003) - "Reality Dust" (2000) - "Mayflower II" (2004)[b] - "All in a Blaze" (2003) - "Silver Ghost" (2000) - "The Cold Sink" (2001) - "On the Orion Line" (2000) - "Ghost Wars" (2006) - "The Ghost Pit" (2001) - Oaze de lumină ("Lakes of Light", 2005) - "Breeding Ground" (2003) - "The Dreaming Mould" (2002) - "The Great Game" (2003) - "The Chop Line" (2003) - "In the Un-Black" (2001) - "Riding the Rock" (2002) - "Between Worlds" (2004) - "The Siege of Earth" (2006)                                          |                                           |
| Xeelee: Endurance | 2015           | - Întoarcerea pe Titan ("Return to Titan", 2010) - "Starfall" (2009) - "Remembrance" (2007) - "Endurance" (2015) - "The Seer and the Silverman" (2008) - "Gravity Dreams" (2011) - "PeriAndry’s Quest" (2004) - "Climbing the Blue" (2005) - "The Time Pit" (2005) - "The Lowland Expedition" (2006) - "Formidable Caress" (2009) |                                           |

### Povestiri necolectate în prezent
| Titlul și anul publicării      | Sursa primei publicații                    | Note |
| ------------------------------ | ------------------------------------------ | ---- |
| "The Venus Generations" (2016) | Bridging Infinity, editor Jonathan Strahan |      |

## Destiny's Children
Destiny's Children este o serie secundară a Xeelee Sequence. Este formată din cărțile:
- Coalescent (2003) - nominalizare la premiul Arthur C. Clarke în 2004[14]
- Exultant (2004)
- Transcendent (2005) - nominalizare la Premiul John W. Campbell Memorial în 2006[15]
- Resplendent (2006)